# 日本菓子専門学校
日本菓子専門学校（にほんかしせんもんがっこう）は、東京都世田谷区上野毛2-24-21にある専修学校。

## 概要
1960年（昭和35年）、製菓業界の要請を受けて開校。「業界の期待に応える人材づくり」を教育理念として掲げている。

## 経営する法人
- 学校法人日本菓子学園

## 設置学科
- 製菓技術学科（全日制・2年制）
- 製パン技術学科（全日制・1年制）
- ハイテクニカル科
- 通信教育課程
  - 製菓衛生師コース

## 沿革
- 1960年（昭和35年） - 「菓子業界の期待に応える人材づくり」を教育理念に創立
- 1967年（昭和42年） - 製菓衛生師法の施行に伴い、厚生大臣より「製菓衛生師養成校」として指定を受ける
- 1976年（昭和51年） - 専修学校法の施行に伴い、専修学校として認可。製菓技術学科を2年制とする
- 1982年（昭和57年） - 校舎2号館が完成
- 1986年（昭和61年） - 職業能力開発促進法に基づき、労働大臣の指定を受ける
- 1987年（昭和62年） - 校舎3号館が完成
- 1992年（平成4年） - 校舎4号館が完成
- 1995年（平成7年） - 文部省より「専門士」の称号付与が認められる
- 1998年（平成10年） - 製パン技術学科を開設
- 2006年（平成18年） - 校舎5号館が完成。校舎1号館を解体
- 2007年（平成19年） - 校舎新1号館が完成
- 2016年（平成28年） - ハイテクニカル科を開設

## 施設
- 1号館
- 2号館
- 3号館
- 4号館
- 5号館（2006年新設）

## 協定校
以下の学校等と協定等を締結している
- フランス
  - 国立製菓学校イサンジョー校（姉妹校）
  - ルーアン国立製パン学校（姉妹校）
- ドイツ
  - ヴァインハイム国立製パン学校（姉妹校）
  - ミュンヘン市立マイスター養成学校（姉妹校）
- 韓国
  - ソウル湖西専門学校
- 中国
  - 王森国際珈琲西点西餐学院（教育交流提携校）

## 学園祭
毎年秋に開催され、洋菓子・和菓子・パンの実演・販売・体験を行っている。

## その他
- 日本で唯一、菓子業界が設立した学校である。[1]
- 製菓技術学科、製パン技術学科においてフランス・ドイツへの研修旅行が卒業後に実施されている。（希望者のみ）